# Волкова Світлана Борисівна
Світлана Борисівна Солошенко, у шлюбах Коваленко та Волкова (*18 серпня 1950, Мотійки, Народицький район, Житомирська область – † 10 травня 2020, Київ) – українська акторка театру і кіно, режисерка. Заслужена артистка України.

## Біографія
Світлана Солошенко народилася 18 серпня 1950 у селі Мотійки Народицького району Житомирської області.
1974 закінчила акторський факультет Київського державного інституту театрального мистецтва імені Івана Карпенка-Карого (курс Олександра Соломарського).
Була розподілена до Волинського українського музично-драматичного театру імені Т. Г. Шевченка.
З 1976 до 1995 – акторка Херсонського українського музично-драматичного театру імені Миколи Куліша.
1997-2011 – засновниця та керівниця Дитячого (з 1999 зразкового) театру-студії «Дзвіночок» (Міський палац культури, Фастів, Київської області). Вистави театру режисури Світлани Волкової здобули перемоги на всеукраїнських аматорських фестивалях «Від Гіппаніса до Борисфена» (Очаків, 1999), «Рампа Дружби» (Євпаторія, 1999), «Земля. Театр. Діти» (Євпаторія, 2003, 2005), «Одеський трамвайчик» (2004), у Прилуках (2003), міжнародному фестивалі у Болгарії (2007) та ін. Під керівництвом Світлани Волкової «Дзвіночок» гастролював зі своїми виставами у Києві, по містечках Київської області та до Сербії (2002). Серед вихованців театру-студії, учнів Світлани Волкової Зоя Власенко (Ковтунець), Марія Колюшко – обидві у попередні роки – артистки Нового українського театру, Максим Кущов, атрист Малого драматичного театру, Катерина Марченко, артистка Київського академічного театру юного глядача на Липках, Максим Цедзінський, артист Київського академічного обласного музично-драматичного театру імені П. К. Саксаганського та Малого драматичного театру (раніше співпрацював з Київським академічним театром драми і комедії на Лівому березі Дніпра та Одеським академічним українським музично-драматичним театром ім. В. Василька), театрознавець Віктор Собіянський, журналістка та продюсерка проєктів (телеканали СТБ, «1+1») Леся Штогрін, журналістка, депутатка Київської обласної ради 8-го скликання Тетяна Самойленко (Чіпко).
У 2011-2018 роках – артистка вищої категорії, провідна майстриня сцени Київського академічного обласного музично-драматичного театру імені П. К. Саксаганського.
2012 – членкиня журі І Фестивалю молодої української режисури ім. Леся Курбаса.
2012 потрапила у «Коло Бучменків» – «номінацію» Театральної премії «Бронек» ім. Амвросія Бучми за виконання головної ролі у виставі «Самотня леді».
2015 у Київському академічному обласному музично-драматичному театру імені П. К. Саксаганського відбувся ювілейний бенефіс Світлани Волкової.
Світлана Волкова померла 10 травня 2020 у Києві. Похована у селі Мотійки Народицького району, Житомирської обл.

## Ролі у театрі
Київський державний інститут театрального мистецтва імені Івана Карпенка-Карого
- «Останні» Максима Горького (реж. О. Соломарський, 1974, дипломна вистава)

Херсонський український музично-драматичний театр імені Миколи Куліша
- Марта – „Таке довге, довге літо” Миколи Зарудного (1976)[10]
- Констанція – „Кохання д’Артаньяна” / "Три мушкетери" Олександра Дюма (реж. – О. Горбенко, 1977 / 1982)[11]
- Ванди Веселевської – „Райдуга” Ванди Васелевської[1]
- Мері Броуді – «Замок Броуді» Арчибальда Кроніна (1982)[12]
- Гортензія – «Пісня в келиху» Івана Кочерги (1986)[13]
- Інна — «Закон» Володимира Винниченка (реж. – А. Канцедайло, 1990)

Київський академічний обласний музично-драматичний театр імені П. К. Саксаганського
- Олександра Борисівна – «Самотня леді» Ігоря Афанасьєва (реж. – Ігор Славінський, 2011)[14]
- Катерина Завернивовк – «Хто кому Рабинович?» Ігоря Афанасьєва (реж. – Ігор Афанасьєв)
- Мелія – «Амількар. Рахунок за почуття» Іва Жаміака (реж. В’ячеслав Стасенко, 2014)[15]

## Режисерські роботи
Дитячий зразковий театр-студія «Дзвіночок» (Міський палац культури, Фастів, Київської області)
- «А зорі тут тихі» Бориса Васильєва (1998)
- «Снігова королева» Ганса Христіана Андерсона (1998)
- «День народження Кота Леопольда» Аркадія Хаїта (1999)
- «Чарівна рукавичка» за мотивами українських народних казок (1999)
- «Курочка Ряба» Нелі Шейко-Медведєвої (2000)
- «12 місяців» Самуїла Маршака (2000)
- «Сон літньої ночі» Вільяма Шекспіра (2001)
- «Дюймовочка» Ганса Христіана Андерсона
- «Дорога до сонця» (2002, за мотивами «Гидкого каченяти») Ганса Христіана Андерсона
- «Щастя двох сердець» за мотивами п’єси Моріса Метерлінка «Синій птах» (2002)
- «По-модньому» Михайла Старицького (2004)
- «Таємниця зниклого снігу» Ксенії Драгунської (2004)
- «Веселий Роджер» Даміра Салімзянова
- «Дуже проста історія» Марії Ладо
- «Витівки Лопшо Педуня» Даміра Салімзянова
- «Історія котів» Ендрю Лойда Вебера (2007)